# Corpo de delito
Corpo de delito é, para a Medicina legal e o Direito, o conjunto dos vestígios materiais resultantes da prática criminosa.

## Conceituação
O ad' é, em essência, o próprio fato criminal, sobre cuja análise é realizada a perícia criminal a fim de determinar fatores como autoria, temporalidade, extensão de danos, etc., através do exame de corpo de delito. A realização de perícia nos fatos que deixam vestígios é legalmente obrigatória.

## Tipos
O corpo de delito pode ser compreendido em duas categorias, conforme sua durabilidade:
- Permanente - quando os vestígios têm durabilidade extensa ou perene (p. ex.: perfuração a bala);
- Transeunte - quando estes vestígios são efêmeros (p. ex.: equimose);

Quanto à forma de sua verificação, pode ser:
- Direto: Quando é feito diretamente no vestígio.
- Indireto: Quando é feito indiretamente (ex. por imagens, fotos etc).

## Terminologia
Corpo de delito é expressão usada quase exclusivamente para os casos em que há no local da infração vestígios do delito, bem como em outros locais que deixam marcas do evento infracional, tais como o  estupro, aborto, etc. O corpo de delito, porém, pode ser o objeto num cadáver, mediante autópsia, quando trata-se de lesão corporal seguida de morte. Aplica-se a expressão, contudo, para os exames cadavéricos, e para outros como de constatação da materialidade e verificação da autoria de fatos delituosos.

## Peritos
Para o exame do corpo de delito direto é mister a formação em nível superior pelo examinador e aprovação em concurso público para o cargo de perito criminal. Apenas excepcionalmente admite a legislação que a perícia seja procedida por profissional não-oficialmente constituído, em número de dois, podendo ser qualquer indivíduo que detenha conhecimentos específicos do exame a ser realizado e que seja da rede pública para o caso de exame indireto.